# Weinitzen
Weinitzen ist eine Gemeinde mit 2739 Einwohnern (Stand 1. Jänner 2024) nördlich von Graz in der Steiermark im Bezirk Graz-Umgebung.

## Geografie
Weinitzen liegt direkt nördlich der Landeshauptstadt Graz im Grazer Bergland. Durch die Gemeinde fließt der Schöcklbach, ein linker Nebenfluss der Mur. Der Schöckl selbst befindet sich aber nicht im Gemeindegebiet.

### Gemeindegliederung
Das Gemeindegebiet umfasst folgende vier Ortschaften (in Klammern Einwohnerzahl Stand 1. Jänner 2024):
- Fölling (379)
- Niederschöckl (1297) samt Am Waldgrund, Bleihütten, Haidegg, Höf, Nadisch und Sankt Josef
- Oberschöckl (775) samt Mölten und Weinberg
- Weinitzen (288) samt Einödgraben

Die Gemeinde besteht aus den drei Katastralgemeinden Fölling, Niederschöckl und Weinitzen.

### Nachbargemeinden
| Stattegg | Sankt Radegund bei Graz                     | Kumberg           |
| Stattegg | Kompassrose, die auf Nachbargemeinden zeigt | Hart-Purgstall    |
| Graz     | Graz                                        | Kainbach bei Graz |

## Geschichte
Die Gemeinde in ihrer heutigen Form besteht seit 1938, als Teile der Gemeinde nach Graz eingemeindet worden sind.

### Ortsname
Im Jahre 1572 wird ein Forstwald in der Nähe der Sankt-Ulrich-Kirche als „in den Weinitzen“ erwähnt. Hierauf geht der Name der späteren Ortsgemeinde zurück. Der Name geht auf slowenisch vinica (Weingarten) zurück. Im Osten gibt es die Flur Weinberg, wo noch bis ins 19. Jh. Weinbau betrieben wurde.
1754 wurde die erste Volkszählung durchgeführt.

## Kultur und Sehenswürdigkeiten

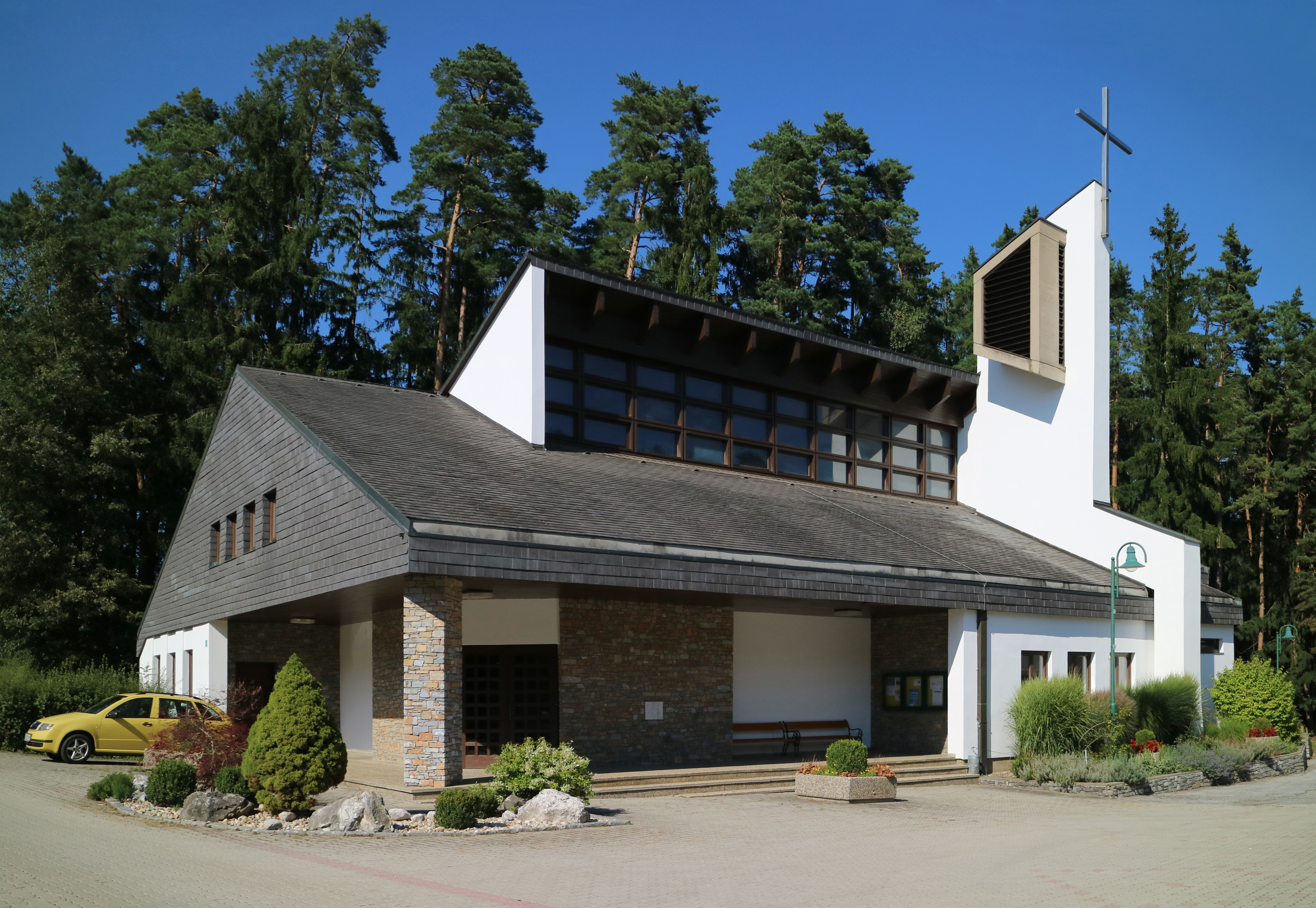
Filialkirche St. Josef im Walde

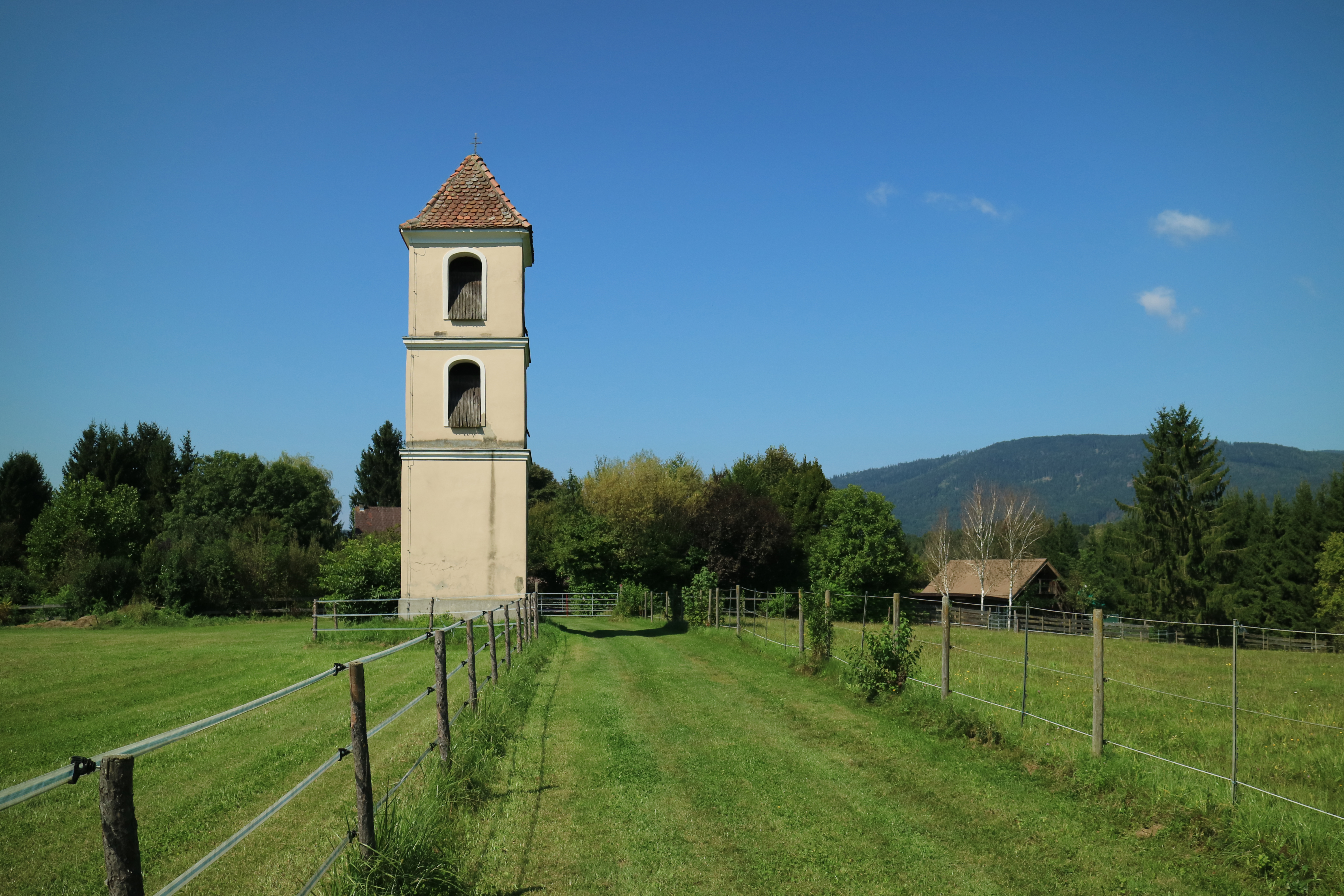
Wetterturm Niederschöckl

- Die Hügelgräber im Ortsteil Niederschöckl zeugen von norisch-römischer Besiedlung im heutigen Gemeindegebiet.
- Katholische Filialkirche St. Josef im Walde: Die Kirche St. Josef im Walde ist der Nachfolgebau eines Schulmesskirchleins aus dem Jahr 1931. Der Neubau wurde 1974 von Bischof Johann Weber geweiht. Die Filialkirche untersteht dem Pfarramt Graz-Mariatrost.[3][4]
- Der Wetterturm im Ortsteil Niederschöckl ist der mittlere zwischen dem ebenfalls gemauerten Wetterturm Rinnegg (Gemeinde Sankt Radegund) und dem hölzernen auf dem Schaftalberg (Gemeinde Kainbach bei Graz). In beinahe gleichen Abständen voneinander stehen sie in einer fast geraden Linie. Im Querbalken des Kreuzes auf dem Zeltdach des 15 m hohen Wetterturms eingravierte Jahreszahl 1824 ist sein Baujahr. Im Jahre 1981 wurde der Wetterturm renoviert. Heute kündigen die Glocken des Turms freudige Ereignisse wie Geburten oder Hochzeiten an.
- Im Gemeindegebiet befindet sich ein Pestkreuz.

## Wirtschaft und Infrastruktur
Die Abwässer der Gemeinde werden in der Kläranlage der Stadt Graz in Gössendorf gereinigt und anschließend der Mur zugeführt.

### Ansässige Unternehmen
- Schmidt Harmonika-Erzeugung GmbH
- Eisenbergerhof – Begegnung und Gesundheit
- Schöcklland Erde Handels GmbH

### Verkehr
Weinitzen liegt an der Landesstraße von Graz nach Sankt Radegund bei Graz im Naherholungsgebiet des Schöckls. Die Pyhrn Autobahn A 9 ist circa zehn Kilometer entfernt und über die Anschlussstelle Gratkorn (173) zu erreichen. Die Weizer Straße B 72 von Graz nach Weiz ist etwa vier Kilometer entfernt. In Weinitzen befindet sich kein Bahnhof. Der Hauptbahnhof Graz ist circa zehn Kilometer entfernt. Die Entfernung zum Flughafen Graz beträgt ca. 20 km. Durch die Gemeinde verläuft mit dem Steirischen Mariazellerweg auch ein österreichischer Weitwanderweg.

### Bildung
- Kindergrippe Weinitzen
- Kindergarten Weinitzen
- Volksschule Weinitzen-Niederschöckl
- Musikschule – Steirische Harmonika (Schmidt)

### Vereine
- Damenschnupfclub Roter Adler
- D´lustigen Schöckler Schuhplattler
- ESV Weinberg[6]
- ESV Union Fasslberg
- FC Bergcafe
- Feitlclub Faßlberg
- FF Weinitzen-Oberschöckl[7]
- Jagdgesellschaft Weinitzen-Oberschöckl
- Lederhosenrunde
- Modellsport Freak’s Steiermark
- Motorsportclub Goonriders[8]
- Musikverein Weinitzen[9]
- Reitverein Weinitzen
- Seniorenclub Weinitzen
- Singkreis Basoarte
- Schnupfclub Bonanza
- Sparverein Imme
- Sparverein Niederschöcklhof
- Sparverein Tischlerwirt
- Tourismusverband Weinitzen
- Sportverein Weinitzen[10]
- Sportskanonen Weinitzen[11]
- Die Kameraden

## Politik

### Gemeinderat
Der Gemeinderat hat 15 Mitglieder.
- Mit den Gemeinderatswahlen in der Steiermark 2000 hatte der Gemeinderat folgende Verteilung: 7 FPÖ, 5 ÖVP, 2 SPÖ und 1 Wir für Weinitzen.
- Mit den Gemeinderatswahlen in der Steiermark 2005 hatte der Gemeinderat folgende Verteilung: 8 Liste Tüchler, 3 ÖVP, 2 SPÖ und 2 Wir für Weinitzen.[12]
- Mit den Gemeinderatswahlen in der Steiermark 2010 hatte der Gemeinderat folgende Verteilung: 7 Liste Tüchler, 3 ÖVP, 3 SPÖ und 2 Wir für Weinitzen.[13]
- Mit den Gemeinderatswahlen in der Steiermark 2015 hatte der Gemeinderat folgende Verteilung: 6 ÖVP, 5 Liste Tüchler, 2 Wir für Weinitzen, 1 SPÖ und 1 FPÖ.[14]
- Mit den Gemeinderatswahlen in der Steiermark 2020 hat der Gemeinderat folgende Verteilung: 9 ÖVP, 3 Wir für Weinitzen, 1 Grüne, 1 SPÖ und 1 FPÖ.[15]

### Bürgermeister
- bis 2015 Hans Werner Tüchler (FPÖ, ab 2005 Liste Tüchler)
- seit 2015 Josef Neuhold (ÖVP)

### Wappen
Mit Wirkung vom 1. September 1979 erhielt Weinitzen das Recht, ein eigenes Wappen zu führen.
Blasonierung:
„Im silbernen Schild eine dreifache widerhakenlose rote Angel, aus deren rechts gekrümmten Haken abgeledigt je ein gestieltes auswärts gekehrtes rotes Weinblatt wächst.“ Das Wappen wurde von Heinrich Purkarthofer, Oberarchivrat Steiermärkischen Landesarchiv in Graz entworfen.

## Persönlichkeiten

### Ehrenbürger der Gemeinde
- 1965: Josef Krainer (1903–1971), Landeshauptmann der Steiermark 1948–1971[17]
- 1990: Alfred Seebacher-Mesaritsch (1925–1998), Schriftsteller und Lokalhistoriker[18]
- 2007: Franz Gollenz († 2021), Obmann des Musikvereines Weinitzen 1979–1997[19]
- 2007: Konstantia Meinhart († 2019), Gastwirtin

### Personen mit Bezug zur Gemeinde
- Waltraud Klasnic (* 1945), österreichische Politikerin (ÖVP) und von 1996 bis 2005 Landeshauptfrau der Steiermark, begann ihre politische Karriere in Weinitzen
- Florian Neuhold (* 1993), Fußballprofi
- Franz Schmidt, österreichischer Musikinstrumentenbauer und Musiker, lebt in Weinitzen
- Jacob Zurl (* 1988), Extremsportler und Langstreckenradfahrer, lebt in Weinitzen und fuhr 2012 im Ort einen 48-Stunden-Höhenmeter-Weltrekord